# Episodi di Lui è Pony (prima stagione)
La prima stagione della serie animata Lui è Pony viene trasmessa negli Stati Uniti, da Nickelodeon, dal 18 gennaio al 5 dicembre 2020.
In Italia è stata trasmessa dal 28 giugno al 26 dicembre 2020 su Nickelodeon.
| nº | Titolo originale   | Titolo italiano           | Prima TV USA     | Prima TV Italia  |
| -- | ------------------ | ------------------------- | ---------------- | ---------------- |
| 1  | Nosy Pony          | Pony ficcanaso!           | 18 gennaio 2020  | 30 giugno 2020   |
| 1  | Beatrice           | Beatrice                  | 18 gennaio 2020  | 30 giugno 2020   |
| 2  | Unicorn            | L'unicorno                | 25 gennaio 2020  | 1º luglio 2020   |
| 3  | Plants!            | Piante!                   | 25 gennaio 2020  | 28 giugno 2020   |
| 4  | Heston's Coat      | La giacca di Heston       | 1º febbraio 2020 | 28 giugno 2020   |
| 5  | Game Horse         | Pony e i videogame        | 1º febbraio 2020 | 1º luglio 2020   |
| 6  | Horace             | Horace                    | 8 febbraio 2020  | 2 luglio 2020    |
| 6  | The Boot           | Lo stivale                | 8 febbraio 2020  | 2 luglio 2020    |
| 7  | Distractions       | Distrazioni               | 15 febbraio 2020 | 5 luglio 2020    |
| 7  | The Giving Chair   | La poltrona generosa      | 15 febbraio 2020 | 5 luglio 2020    |
| 8  | Haircut            | Il taglio di capelli      | 22 febbraio 2020 | 6 luglio 2020    |
| 8  | Gerry's Birthday   | Il compleanno di Gerry    | 22 febbraio 2020 | 6 luglio 2020    |
| 9  | Pet Pony           | Pony animale domestico    | 29 febbraio 2020 | 7 luglio 2020    |
| 9  | Dog Day            | Un giorno da cani         | 29 febbraio 2020 | 7 luglio 2020    |
| 10 | Useful             | L’utilità di Pony         | 7 marzo 2020     | 8 luglio 2020    |
| 10 | Stompy!            | Il piede                  | 7 marzo 2020     | 8 luglio 2020    |
| 11 | Delivery Pony      | Pony express              | 14 marzo 2020    | 9 luglio 2020    |
| 11 | Magic Annie        | Magica Annie              | 14 marzo 2020    | 9 luglio 2020    |
| 12 | Bad Chicken        | La gallina cattiva        | 1º giugno 2020   | 10 luglio 2020   |
| 13 | Gerry's Tour       | La visita al museo        | 2 giugno 2020    | 10 luglio 2020   |
| 14 | 10 Minute Ticket   | 10 minuti                 | 3 giugno 2020    | 23 dicembre 2020 |
| 15 | Clara Time         | Gli impegni di Clara      | 4 giugno 2020    | 23 dicembre 2020 |
| 16 | Loud Horse         | Il pony rumoroso          | 24 agosto 2020   | 24 dicembre 2020 |
| 17 | Sick Annie         | La cura miracolosa        | 25 agosto 2020   | 24 dicembre 2020 |
| 18 | School Dance       | Il ballo della scuola     | 26 agosto 2020   | 24 dicembre 2020 |
| 19 | Dad's Speech       | Il discorso di papà       | 27 agosto 2020   | 24 dicembre 2020 |
| 20 | Scarecrow          | Lo spaventapasseri        | 23 ottobre 2020  | 23 dicembre 2020 |
| 20 | Poneapples         | Le mele di Pony           | 23 ottobre 2020  | 23 dicembre 2020 |
| 21 | Fan Pony           | L'idolo di Pony           | 7 novembre 2020  | 26 dicembre 2020 |
| 21 | Cop Mom            | Mamma poliziotto          | 7 novembre 2020  | 26 dicembre 2020 |
| 22 | Annie-versary      | Annie-versario            | 14 novembre 2020 | 25 dicembre 2020 |
| 22 | Teacher's Pet      | L’animaletto della classe | 14 novembre 2020 | 25 dicembre 2020 |
| 23 | Trash Dash         | La sfida dei rifiuti      | 21 novembre 2020 | 26 dicembre 2020 |
| 23 | Save the Took Took | Salviamo il Took Took     | 21 novembre 2020 | 26 dicembre 2020 |
| 24 | Bramley Holiday    | La vacanza dei Bramley    | 5 dicembre 2020  | 25 dicembre 2020 |